# 笹野観音堂
笹野観音堂（ささのかんのんどう）は、山形県米沢市笹野にある真言宗豊山派の寺院。宗教法人としての名称は幸徳院（こうとくいん）。詳しくは長命山幸徳院笹野寺と称する。山形県指定有形文化財に指定されている。
本尊は千手観音（千手千眼観世音菩薩/せんじゅせんげんかんぜおんぼさつ）で、置賜三十三箇所観音霊場19番札所である。紫陽花の名所として別名「あじさい寺」と呼ばれている。国家安泰を願って坂上田村麻呂が建立したといわれている。
観音堂の境内には文化財も数多く残されており、参道北側の石の地蔵菩薩像は、米沢城下の大商人渡部伊右衛門が450両余をかけて建てた延命地蔵菩薩で、蔵王山の麓から運ばれた約30個の石で組み立てられている。 
また、本坊位牌堂には平安末期頃に作られた木造釈迦如来坐像が安置され、千体地蔵堂には相良人形による千体地蔵が安置されている。このほか、松尾芭蕉と地元俳人の句碑があり、堂内には置賜の俳人104名による俳句の懸額が納められている。

## 歴史
斜平山（なでらやま）に、坂上田村麻呂が観音堂と羽黒権現を建立。後の弘仁元年（810年）、現在の地に移ったと伝えられている。
上杉家が越後を統一し、庄内の羽黒山（現山形県鶴岡市）も支配地となった際に、直江兼続が羽黒山別当養蔵坊清順に羽黒権現の分霊を笹野観音堂の後神として祀らせた。
天保4年（1833年）に火災に遭い焼失、現在の堂は同14年（1843年）に再建されたもので、7100人余りを要した工事だったとされて、大きな茅葺の屋根、精巧な彫刻などが特徴の建物である。竜や鳳凰の彫物は、庄内地方の彫物師後藤藤吉・政吉の作とされている。山形有形文化財に指定。

## 祭事
- 古くは旧12月17日に後には新暦1月17日に行われる「十七堂祭（年越祭ともいう）」という護摩壇の行事があり、信者や行者によって火渡りの荒行が行われる[7]。この祭には「花市」と称して笹野一刀彫の市が立つ[8]。

## 交通アクセス
- JR米沢駅から山交バス白布温泉行きで15分、笹野大門前下車、徒歩10分[9]